# Cepari
Cepari est une commune roumaine située dans le județ d'Argeș.